# Phaecasiophora roseana
Phaecasiophora roseana es una especie de polilla perteneciente al género Phaecasiophora, categorizada en la tribu Olethreutini, de la subfamilia Olethreutinae.

## Distribución
Se distribuye por Asia: en Japón, en la isla de Honshu.

## Taxonomía
Fue descrita por Walsingham en 1900. La especie se encuentra registrada y publicada en Annals and Magazine of Natural History (7)6: 334.